# Зарнен
Зарнен (фр. Sarnen, итал. Sarnen) је градић у средишњој Швајцарској. То је главни град кантона Обвалден, као ињегово највеће насеље.

## Природне одлике
Зарнен се налази у средишњем делу Швајцарске. Од глацвног града државе, Берна, град је удаљен 130 км источно. Највећи град средишње Швајцарске, Луцерн, налази се свега 20 км северно од града.
Рељеф: Зарнен се налази у омањој алпској долини, на северној страни истоименог Зарненског језера. Окружење града је изразито планинско - град окружују високи Луцернски Алпи, а најважнија планина у околини је планина Пилатус.
Клима: Клима у Зарнену је умерено континентална.
Воде: Град Зарнен лежи на северном ободу истоименог Зарненског језера, на месту где из језера истиче речица.

## Становништво
2008. године Зарнен је имао близу 10.000 становника. Од тога приближно 12,8% су страни држављани.
Језик: Швајцарски Немци чине традиционално становништво града и немачки језик је званични у граду и кантону. Међутим, градско становништво је током протеклих неколико деценија постало веома шаролико, па се на улицама Зарнена чују бројни други језици. Тако данас немачки говори 91,0% градског становништва, а прате га италијански (1,6%) и албански језик (1,6%).
Вероисповест: Месни Немци су од давнина римокатолици. Они су и данас претежно становништво - 74,7%, али се последњих деценија увећао удео атеиста (17,0%) и протенстаната (7,9%).

## Привреда
У Зарнену постоје преко 800 предузећа у којима ради готово 6 хиљада људи. Пољопривреда запошљава 9% радно способног становништва, 31% ради у индистрији, а 60% у јавном сектору.

## Саобраћај
У близини Зарнена пролази ауто-пут А8, који је важан за кантон Обвалден. У Зарнену постоји железничка станица која се налази на правцу Луцерн — Интерлакен — Берн.

## Галерија слика
- Куће у старом делу Зарнена
- Градска црква
- Старо здање кантоналне скупштине
- Средњовековни торањ